# 希納宗格韋縣

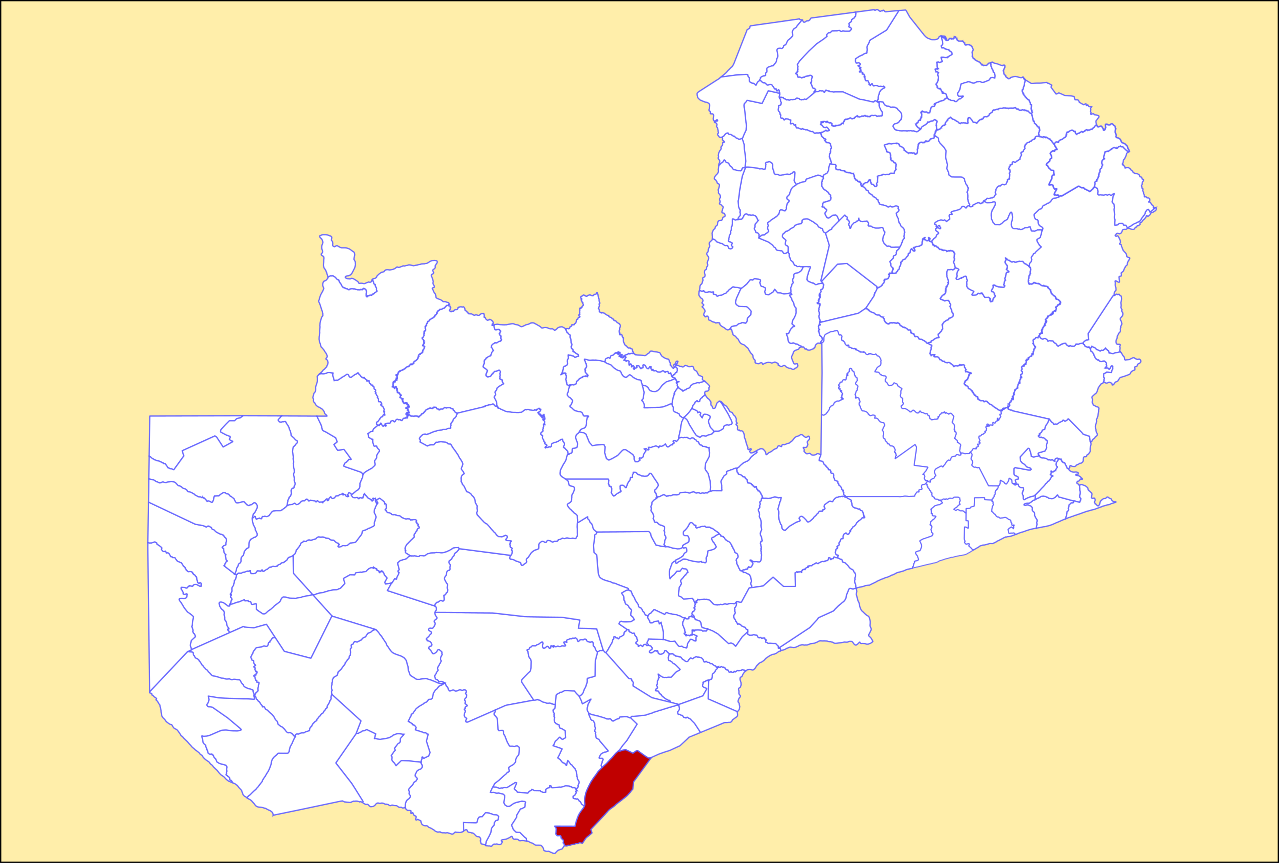

17°22′S 27°17′E / 17.367°S 27.283°E
希納宗格韋縣（英語：Sinazongwe District），是贊比亞的縣份，位於該國南部，由南部省負責管轄，首府設於希納宗格韋，面積4,860平方公里，2010年人口101,617，人口密度每平方公里20.9人。